# Стефані Дюроше
Стефані Дюроше (англ. Stéphanie Durocher, 24 травня 1989) — канадська плавчиня.
Учасниця Олімпійських Ігор 2012 року.
Призерка Чемпіонату світу з водних видів спорту 2011 року.
Переможниця Панамериканських ігор 2011 року.